# 秋山俊行

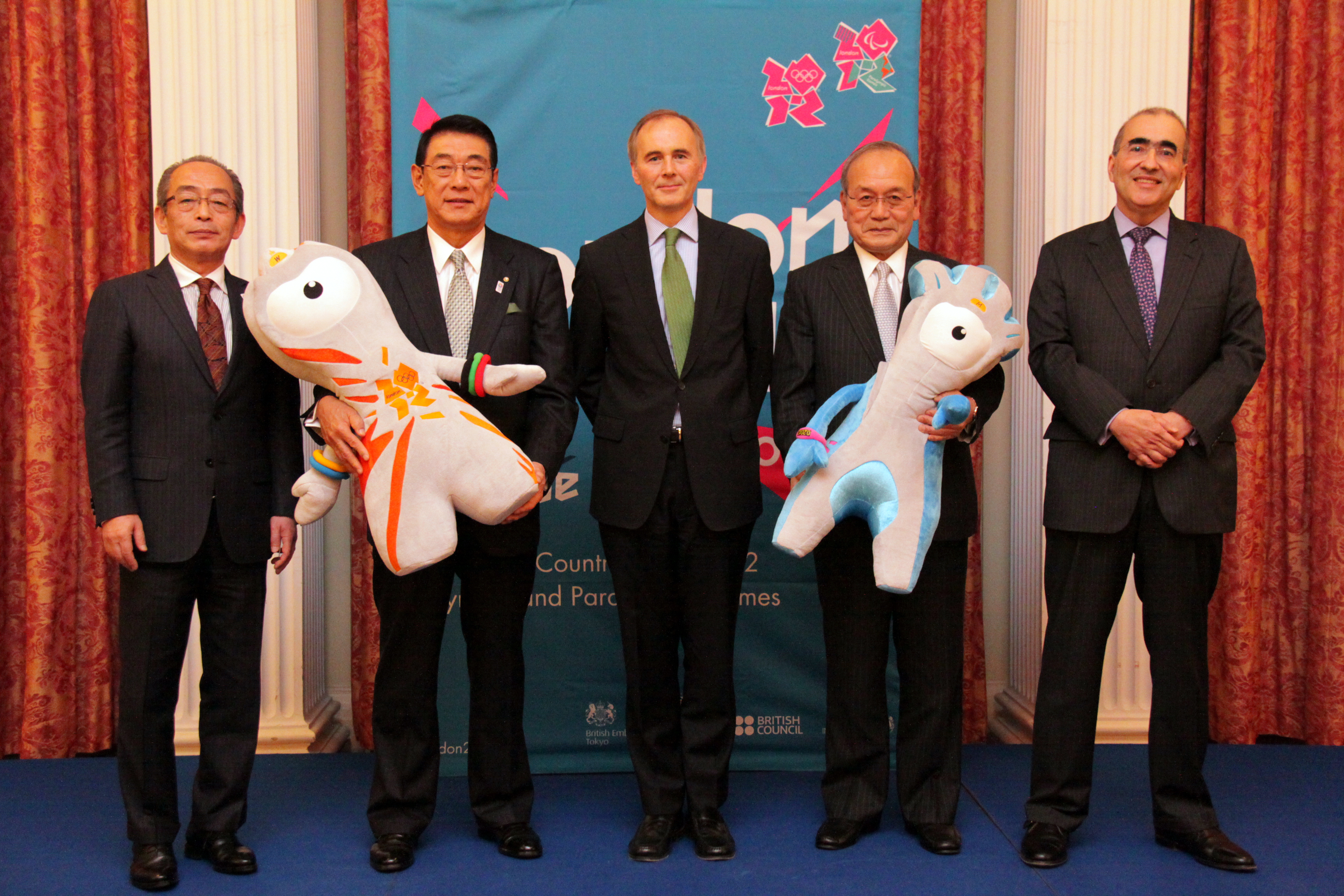
2012年12月13日、
ティモシー・ヒッチンズ駐日英国大使公邸で（左端）

秋山 俊行（あきやま としゆき、1954年7月7日 - ）は、日本の地方公務員。東京都生活文化スポーツ局長や、東京都知事本局長、東京都副知事、東京都職員共済組合理事長、東京都人材支援事業団理事長を歴任し、2017年から日本自動車ターミナル代表取締役社長。瑞宝中綬章受章。

## 人物・経歴
中央大学附属高等学校を経て、1977年中央大学法学部卒業、東京都入庁。2004年東京都知事本局自治制度改革推進担当部長。2006年東京都知事本局企画調整部長。2007年東京都病院経営本部長。2008年東京都生活文化スポーツ局長。2010年東京都知事本局長。
2012年から東京都副知事を務め、東京2020オリンピック・パラリンピック招致委員会副理事長などを兼務して、2020年東京オリンピック招致にあたった。
2014年には東京オリンピック・パラリンピック競技大会組織委員会の設立にあたり、理事に就任。東京都職員共済組合理事長も兼務。2016年東京都人材支援事業団理事長。2017年日本自動車ターミナル代表取締役社長。元中央大学学員会東京都庁支部長。

## 栄典
- 2024年11月　令和6年秋の叙勲で瑞宝中綬章を受章[10][11]